# لوکوا
لوکوا (به صربی: Lokva) یک منطقهٔ مسکونی در صربستان است که در کنگاژواتس واقع شده‌است. لوکوا ۶۹ نفر جمعیت دارد.